# Phiala marshalli
Phiala marshalli är en fjärilsart som beskrevs av Aurivillius 1904. Phiala marshalli ingår i släktet Phiala och familjen Eupterotidae. Inga underarter finns listade i Catalogue of Life.